# Liste des députés de Seine-et-Marne
 (mai 2025).
Le département de Seine-et-Marne est divisé depuis 1988 en neuf circonscriptions législatives, d'une population moyenne de 133 085 habitants. Toutes ont élu aux élections législatives de 2002 et de 2007 des députés UMP. 
Depuis le nouveau découpage électoral de 2010, en vigueur à compter des élections législatives de 2012, le nombre de circonscriptions est passé de neuf à onze, du fait de la forte croissance démographique du département. Quatre députés socialistes et sept issus de la droite sont élus en 2012.  
En 2017, cinq députés LREM-MoDem sont élus, la droite conservant cinq sièges et le PS, un seul.  
En 2022, les orientations se diversifient. Sont élus 3 députés NUPES (2 FI, 1 PS), cinq députés de la majorité présidentielle (2 LREM, 1 Agir, 1 Horizons, 1 MoDem), deux députés LR et une députée RN. 
En 2024 Julien Limongi du RN a été élu. 

## Cinquième République

### XVIIelégislature(2024-2029)
| Circ.                     | Nom                       | Parti | Parti    | Autres mandats                                                                    | Suppléant(e)              | Photo |
| ------------------------- | ------------------------- | ----- | -------- | --------------------------------------------------------------------------------- | ------------------------- | ----- |
| Première circonscription  | Arnaud Saint-Martin       |       | LFI      |                                                                                   | Fatiya Hammad Mothay      |       |
| Deuxième circonscription  | Frédéric Valletoux        |       | Horizons | Maire de Fontainebleau (2005-2022)                                                | Juliette Vilgrain         |       |
| Troisième circonscription | Jean-Louis Thiériot       |       | LR       | Conseiller départemental de Seine-et-Marne (2015-), Maire de Beauvoir (2008-2018) | Michel Gonord             |       |
| Quatrième circonscription | Julien Limongi            |       | RN       |                                                                                   | Patrice Varéa             |       |
| Cinquième circonscription | Franck Riester            |       | Ensemble |                                                                                   | Patricia Lemoine          |       |
| Sixième circonscription   | Béatrice Roullaud         |       | RN       |                                                                                   | Alain Rouvellat           |       |
| Septième circonscription  | Ersilia Soudais           |       | LFI      |                                                                                   | Joël Marion               |       |
| Huitième circonscription  | Arnaud Bonnet             |       | LÉ       |                                                                                   | Amandine Janiaud-Vergnaud |       |
| Neuvième circonscription  | Céline Thiébault-Martinez |       | PS       |                                                                                   | Stéphane Collon           |       |
| Dixième circonscription   | Maxime Laisney            |       | LFI      |                                                                                   | Maryline Braz-Dantas      |       |
| Onzième circonscription   | Olivier Faure             |       | PS       | Député de la circonscription depuis 2012                                          | Xaviera Marchetti         |       |

### XVIelégislature(2022-2024)
| Circ.                     | Nom                 | Parti | Parti    | Autres mandats                                                                            | Suppléant(e)                 | Photo |
| ------------------------- | ------------------- | ----- | -------- | ----------------------------------------------------------------------------------------- | ---------------------------- | ----- |
| Première circonscription  | Aude Luquet         |       | MoDem    | Députée de la circonscription depuis 2017                                                 | Anthony Vautier              |       |
| Deuxième circonscription  | Frédéric Valletoux  |       | Horizons | Maire de Fontainebleau (2005-2022)                                                        | Juliette Vilgrain            |       |
| Troisième circonscription | Jean-Louis Thiériot |       | LR       | Conseiller départemental de Seine-et-Marne (2015-), Maire de Beauvoir (2008-2018)         | Alain Momon                  |       |
| Quatrième circonscription | Isabelle Périgault  |       | LR       | Maire du Plessis-Feu-Assoux (2014-)                                                       | Christian Jacob              |       |
| Cinquième circonscription | Patricia Lemoine    |       | Agir     | Présidente de la communauté de communes du Pays Créçois et Maire de Condé-Sainte-Libiaire | Suppléante de Franck Riester |       |
| Sixième circonscription   | Béatrice Roullaud   |       | RN       |                                                                                           | Alain Rouvellat              |       |
| Septième circonscription  | Ersilia Soudais     |       | LFI      |                                                                                           | Cynthia Tuttle               |       |
| Huitième circonscription  | Hadrien Ghomi       |       | LREM     |                                                                                           | François Bouchart            |       |
| Neuvième circonscription  | Michèle Peyron      |       | LREM     | Députée de la circonscription depuis 2017                                                 | Hugues Marcelot              |       |
| Dixième circonscription   | Maxime Laisney      |       | LFI      |                                                                                           | Céline de Kerpel             |       |
| Onzième circonscription   | Olivier Faure       |       | PS       | Député de la circonscription depuis 2012                                                  | Xaviera Marchetti            |       |

### XVelégislature(2017-2022)

Résultats des élections législatives de 2017 en Seine-et-Marne.

| Circ.                     | Nom                              | Parti | Parti | Suppléant           |
| ------------------------- | -------------------------------- | ----- | ----- | ------------------- |
| Première circonscription  | Aude Luquet                      |       | MoDem | Christopher Domba   |
| Deuxième circonscription  | Valérie Lacroute                 |       | LR    | Sylvie Bellecourt   |
| Deuxième circonscription  | Sylvie Bouchet Bellecourt (2020) |       | DVD   | —                   |
| Troisième circonscription | Yves Jégo                        |       | UDI   | Jean-Louis Thiériot |
| Quatrième circonscription | Christian Jacob                  |       | LR    | Ghislain Bray       |
| Cinquième circonscription | Franck Riester                   |       | Agir  | Patricia Lemoine    |
| Sixième circonscription   | Jean-François Parigi             |       | LR    | Bernadette Beauvais |
| Septième circonscription  | Rodrigue Kokouendo               |       | LREM  | Catherine Tisserand |
| Huitième circonscription  | Jean-Michel Fauvergue            |       | LREM  | Sébastien Duplan    |
| Neuvième circonscription  | Michèle Peyron                   |       | LREM  | Marius Arron        |
| Dixième circonscription   | Stéphanie Do                     |       | LREM  | Hadrien Ghomi       |
| Onzième circonscription   | Olivier Faure                    |       | PS    | Paulin Roy          |

1. ↑  Le 15 juillet 2018, Yves Jego, député pour la troisième circonscription, démissionnaire, est remplacé par son suppléant, Jean-Louis Thiériot [Source : Faustine Léo, « Melun : Jean-Louis Thiériot assure « qu’il n’abandonnera pas la Seine-et-Marne » : Jean-Louis Thiériot (LR) a quitté la présidence du conseil départemental. Il a préféré siéger au Palais Bourbon, après la démission d’Yves Jégo (UDI) dont il est le suppléant. Son successeur doit être élu ce vendredi matin à Melun », Le Parisien], édition de Seine-et-Marne,‎ 13 juillet 2018 (lire en ligne, consulté le 14 juillet 2018). (LR)
2. ↑  Faustine Léo, « Législatives en Seine-et-Marne: Christian Jacob renonce à briguer un 6e mandat : Le président des Républicains, député depuis 1995, ne sera que suppléant lors des prochaines élections de juin. Une aubaine pour le Rassemblement national qui avait déjà coché cette circonscription de Provins comme gagnable », Le Parisien,‎ 29 avril 2022 (lire en ligne, consulté le 2 mai 2022) « L’ancien maire de Provins (Seine-et-Marne), plusieurs fois ministre dans le gouvernement de Jean-Pierre Raffarin et jusqu’ici président des Républicains, a décidé de passer la main à Isabelle Périgault (LR), maire du Plessis-Feu-Aussoux. Il sera néanmoins suppléant et accompagnera sa candidate pour tenter de conserver la circonscription ».
3. ↑  Le 16 octobre 2018, Franck Riester, député pour la cinquième circonscription, nommé ministre de la Culture, est remplacé par sa suppléante, Patricia Lemoine.
4. ↑  Le siège devient vacant le 25 août 2021 à la suite du choix de Jean-François Parigi de privilégier son mandat de conseiller départemental élu président du conseil départemental de Seine-et-Marne, puis du choix de sa suppléante Bernadette Beauvais de rester maire d'Étrépilly.

### XIVelégislature(2012-2017)

Résultats des élections législatives de 2012 en Seine-et-Marne.

| Circ.                     | Nom                 | Parti | Parti | Suppléant           |
| ------------------------- | ------------------- | ----- | ----- | ------------------- |
| Première circonscription  | Jean-Claude Mignon  |       | LR    | Gérard Millet       |
| Deuxième circonscription  | Valérie Lacroute    |       | LR    | Didier Julia        |
| Troisième circonscription | Yves Jégo           |       | PRV   | Jean-Louis Thiériot |
| Quatrième circonscription | Christian Jacob     |       | LR    | Ghislain Bray       |
| Cinquième circonscription | Franck Riester      |       | LR    | Marie-Pierre Badré  |
| Sixième circonscription   | Jean-François Copé  |       | LR    | Nicolle Conan       |
| Septième circonscription  | Yves Albarello      |       | LR    | Claudine Thomas     |
| Huitième circonscription  | Eduardo Rihan Cypel |       | PS    | Isabelle Cros       |
| Neuvième circonscription  | Guy Geoffroy        |       | LR    | Caroline Oudin      |
| Dixième circonscription   | Émeric Bréhier      |       | PS    | Julie Gobert        |
| Onzième circonscription   | Olivier Faure       |       | PS    | Marie-Line Pichery  |

### XIIIelégislature(2007-2012)

Résultats des élections législatives de 2007 en Seine-et-Marne.

| Circ.                     | Nom                | Parti | Parti | Suppléant          |
| ------------------------- | ------------------ | ----- | ----- | ------------------ |
| Première circonscription  | Jean-Claude Mignon |       | UMP   | Cathy Bissonnier   |
| Deuxième circonscription  | Didier Julia       |       | UMP   | Constance Le Grip  |
| Troisième circonscription | Yves Jégo          |       | UMP   | Gérard Millet      |
| Quatrième circonscription | Christian Jacob    |       | UMP   | Ghislain Bray      |
| Cinquième circonscription | Franck Riester     |       | UMP   | Marie-Pierre Badré |
| Sixième circonscription   | Jean-François Copé |       | UMP   | Roger Boullonnois  |
| Septième circonscription  | Yves Albarello     |       | UMP   | Claudine Thomas    |
| Huitième circonscription  | Chantal Brunel     |       | UMP   | Michel Gérès       |
| Neuvième circonscription  | Guy Geoffroy       |       | UMP   | Caroline Bich      |

1. ↑  Gérard Millet a succédé à Yves Jégo le 20 mars 2008 à la suite de son entrée au gouvernement
2. 1 2  Élu dès le premier tour des élections législatives de 2007

### XIIelégislature(2002-2007)

Résultats des élections législatives de 2002 en Seine-et-Marne.

| Circ.                     | Nom                                                          | Parti | Parti | Suppléant         |
| ------------------------- | ------------------------------------------------------------ | ----- | ----- | ----------------- |
| Première circonscription  | Jean-Claude Mignon                                           |       | UMP   | Christian Didion  |
| Deuxième circonscription  | Didier Julia                                                 |       | UMP   | Alain Marchenay   |
| Troisième circonscription | Yves Jégo                                                    |       | UMP   | Richard Brun      |
| Quatrième circonscription | Christian Jacob puis le 19 juillet 2002 Ghislain Bray        |       | UMP   | Ghislain Bray     |
| Cinquième circonscription | Guy Drut                                                     |       | UMP   | Philippe Fourmy   |
| Sixième circonscription   | Jean-François Copé puis le 19 juillet 2002 Roger Boullonnois |       | UMP   | Roger Boullonnois |
| Septième circonscription  | Charles Cova                                                 |       | UMP   | Yves Albarello    |
| Huitième circonscription  | Chantal Brunel                                               |       | UMP   | Michel Geres      |
| Neuvième circonscription  | Guy Geoffroy                                                 |       | UMP   | Monique Hauer     |

1. ↑  Ghislain Bray est le suppléant de Christian Jacob, qui a renoncé à son mandat le 18 juillet 2002, à la suite de sa nomination au gouvernement, comme ministre délégué, chargé des Petites et moyennes entreprises, du Commerce, de l'Artisanat, des Professions libérales et de la Consommation.
2. ↑  Roger Boullonnois est le suppléant de Jean-François Copé, qui a renoncé à son mandat le 18 juillet 2002, à la suite de sa nomination au gouvernement, comme ministre délégué, chargé de l'Intérieur, Porte-parole du Gouvernement.

### XIelégislature(1997-2002)

Résultats des élections législatives de 1997 en Seine-et-Marne.

| Circ.                     | Nom                                                      | Parti | Parti |
| ------------------------- | -------------------------------------------------------- | ----- | ----- |
| Première circonscription  | Jean-Claude Mignon (suppléant : Dominique Challe)        |       | RPR   |
| Deuxième circonscription  | Didier Julia (suppléant : Alain Marchenay)               |       | RPR   |
| Troisième circonscription | Pierre Carassus (suppléant : Tino Petruzzi)              |       | MDC   |
| Quatrième circonscription | Christian Jacob (suppléant : Ghislain Bray)              |       | RPR   |
| Cinquième circonscription | Guy Drut (suppléant : Michel Houel élu sénateur en 2004) |       | RPR   |
| Sixième circonscription   | Nicole Bricq (suppléant : Jean-Pierre Zellner)           |       | PS    |
| Septième circonscription  | Charles Cova (suppléant : Yves Albarello)                |       | RPR   |
| Huitième circonscription  | Daniel Vachez (suppléant : Jacky Sarrazin)               |       | PS    |
| Neuvième circonscription  | Jacques Heuclin (suppléant : Jean-Jacques Fournier)      |       | PS    |

### Xelégislature(1993-1997)

Résultats des élections législatives de 1993 en Seine-et-Marne.

| Circ.                     | Nom                                                                                           | Parti | Parti |
| ------------------------- | --------------------------------------------------------------------------------------------- | ----- | ----- |
| Première circonscription  | Jean-Claude Mignon (suppléant : Jacques Baud'huin)                                            |       | RPR   |
| Deuxième circonscription  | Didier Julia (suppléant : Alain Marchenay)                                                    |       | RPR   |
| Troisième circonscription | Jean-Jacques Hyest jusqu'au 10 décembre 1995 (suppléant : Jacques Marinelli)                  |       | UDF   |
| Troisième circonscription | Pierre Carassus à compter du 10 décembre 1995                                                 |       | MDC   |
| Quatrième circonscription | Alain Peyrefitte (suppléante : Anne-Marie Schaffner) puis le 10 décembre 1995 Christian Jacob |       | RPR   |
| Cinquième circonscription | Guy Drut puis le 19 juin 1995 Jean-François Copé (suppléant)                                  |       | RPR   |
| Sixième circonscription   | Pierre Quillet (suppléant : Daniel Maurice)                                                   |       | RPR   |
| Septième circonscription  | Charles Cova (suppléant : Jean Bouige)                                                        |       | RPR   |
| Huitième circonscription  | Gérard Jeffray (suppléant : Michel Gérès)                                                     |       | UDF   |
| Neuvième circonscription  | Jean-Pierre Cognat (suppléant : Marc Noé)                                                     |       | RPR   |

### IXelégislature(1988-1993)

Résultats des élections législatives de 1988 en Seine-et-Marne.

| Circ.                     | Nom                                                          | Parti | Parti   |
| ------------------------- | ------------------------------------------------------------ | ----- | ------- |
| Première circonscription  | Jean-Claude Mignon (suppléant : Hervé Le Mouëllic)           |       | RPR     |
| Deuxième circonscription  | Didier Julia (suppléant : Alain Marchenay)                   |       | RPR     |
| Troisième circonscription | Jean-Jacques Hyest (suppléante : Chantal Jamet)              |       | UDF-CDS |
| Quatrième circonscription | Alain Peyrefitte (suppléante : Anne-Marie Schaffner)         |       | RPR     |
| Cinquième circonscription | Guy Drut (suppléant : Julien Morin)                          |       | RPR     |
| Sixième circonscription   | Robert Le Foll (suppléante : Laure Greuzat)                  |       | PS      |
| Septième circonscription  | Jean-Paul Planchou (suppléante : Pierrette Bégué)            |       | PS      |
| Huitième circonscription  | Jean-Pierre Fourré (suppléant : Louis Reboul)                |       | PS      |
| Neuvième circonscription  | Alain Vivien puis le 18 mai 1991 Jacques Heuclin (suppléant) |       | PS      |

### VIIIelégislature(1986-1988)
Scrutin de liste départemental. Pas de suppléants.
| Nom                 | Parti | Parti |
| ------------------- | ----- | ----- |
| Gérard Bordu        |       | PCF   |
| Guy Drut            |       | RPR   |
| Jean-Pierre Fourré  |       | PS    |
| Jean-Jacques Hyest  |       | UDF   |
| Jean-François Jalkh |       | FN    |
| Didier Julia        |       | RPR   |
| Robert Le Foll      |       | PS    |
| Alain Peyrefitte    |       | RPR   |
| Alain Vivien        |       | PS    |

### VIIelégislature(1981-1986)
Avant 1986, il n'y avait que cinq circonscriptions ne correspondant pas à celles de 1988.

Députés élus en 1981 et 1982 (après la partielle de 1982)

| Circ.                     | Nom                                                            | Parti | Parti |
| ------------------------- | -------------------------------------------------------------- | ----- | ----- |
| Première circonscription  | Alain Vivien (suppléant : Alfred Zins)                         |       | PS    |
| Deuxième circonscription  | Jean-Pierre Fourré (suppléant : Pierre Andrieu)                |       | PS    |
| Troisième circonscription | Robert Le Foll (suppléante : Michèle Védie)                    |       | PS    |
| Quatrième circonscription | Marc Fromion (suppléant : Jean Lubet) jusqu'au 17 janvier 1982 |       | PS    |
| Quatrième circonscription | Alain Peyrefitte à compter du 17 janvier 1982                  |       | RPR   |
| Cinquième circonscription | Didier Julia (suppléant : Jean-Michel Régnault)                |       | RPR   |

### VIelégislature(1978-1981)

Députés élus en 1978

| Circ.                     | Nom                                                        | Parti | Parti |
| ------------------------- | ---------------------------------------------------------- | ----- | ----- |
| Première circonscription  | Alain Vivien (suppléant : Alfred Zins)                     |       | PS    |
| Deuxième circonscription  | Gérard Bordu (suppléant : Lionel Hurtebize)                |       | PCF   |
| Troisième circonscription | Robert Héraud (suppléant : Robert Jourdain)                |       | UDF   |
| Quatrième circonscription | Alain Peyrefitte jusqu'au 7 mai 1978                       |       | RPR   |
| Quatrième circonscription | Claude Eymard-Duvernay (suppléant) à compter du 7 mai 1978 |       | RPR   |
| Cinquième circonscription | Didier Julia (suppléant : Jean-Michel Régnault)            |       | RPR   |

### Velégislature(1973-1978)

Députés élus en 1973

| Circ. | Nom Parti politique | Nom Parti politique                                      | Suppléant(e)         |
| ----- | ------------------- | -------------------------------------------------------- | -------------------- |
| 1re   |                     | Alain Vivien Parti socialiste                            | Alfred Zins          |
| 2e    |                     | Gérard Bordu Parti communiste français                   | Claude Garau         |
| 3e    |                     | Bertrand Flornoy Union des démocrates pour la République | Daniel Isambert      |
| 4e    |                     | Alain Peyrefitte Union des démocrates pour la République | Étienne Pinte        |
| 4e    |                     | Étienne Pinte Union des démocrates pour la République    | —                    |
| 5e    |                     | Didier Julia Union des démocrates pour la République     | Jean-Michel Régnault |

### IVelégislature(1968-1973)

Députés élus en 1968

| Circ. | Nom Parti politique | Nom Parti politique                                     | Suppléant(e)         |
| ----- | ------------------- | ------------------------------------------------------- | -------------------- |
| 1re   |                     | Marc Jacquet Union pour la défense de la République     | Jean Petit           |
| 2e    |                     | Guy Rabourdin Union pour la défense de la République    | Rémy Surquain        |
| 3e    |                     | Bertrand Flornoy Union pour la défense de la République | François de Peretti  |
| 4e    |                     | Alain Peyrefitte Union pour la défense de la République | Roger Pezout         |
| 5e    |                     | Didier Julia Union pour la défense de la République     | Jean-Michel Régnault |

### IIIelégislature(1967-1968)

Députés élus en 1967

| Circ. | Nom Parti politique | Nom Parti politique                                         | Suppléant(e)         |
| ----- | ------------------- | ----------------------------------------------------------- | -------------------- |
| 1re   |                     | Marc Jacquet Union des démocrates pour la Ve République     | Jean Petit           |
| 2e    |                     | Guy Rabourdin Union des démocrates pour la Ve République    | Rémy Surquain        |
| 3e    |                     | Bertrand Flornoy Union des démocrates pour la Ve République | François de Peretti  |
| 4e    |                     | Alain Peyrefitte Union des démocrates pour la Ve République | Roger Pezout         |
| 4e    |                     | Roger Pezout Union des démocrates pour la Ve République     | —                    |
| 5e    |                     | Didier Julia Union des démocrates pour la Ve République     | Jean-Michel Régnault |

### IIelégislature(1962-1967)

Résultats des élections législatives de 1962 en Seine-et-Marne

Liste des députés de Seine-et-Marne
| Circ.                     | Nom                                                   | Parti | Parti   |
| ------------------------- | ----------------------------------------------------- | ----- | ------- |
| Première circonscription  | Marc Jacquet jusqu'au 7 janvier 1963                  |       | UNR-UDT |
| Première circonscription  | Albert Görge (suppléant) à compter du 7 janvier 1963  |       | UNR-UDT |
| Deuxième circonscription  | Guy Rabourdin (suppléant : Claudius Saleix)           |       | UNR-UDT |
| Troisième circonscription | Bertrand Flornoy (suppléant : Bernard Ramond-Gontaud) |       | UNR-UDT |
| Quatrième circonscription | Alain Peyrefitte jusqu'au 7 janvier 1963              |       | UNR-UDT |
| Quatrième circonscription | Roger Pezout (suppléant) à compter du 7 janvier 1963  |       | UNR-UDT |
| Cinquième circonscription | Paul Seramy (suppléant : Roger Frot)                  |       | RD      |

### Irelégislature(1958-1962)

Résultats des élections législatives de 1958 en Seine-et-Marne

| Circ.                     | Nom                                                 | Parti | Parti                | Suppléant          |
| ------------------------- | --------------------------------------------------- | ----- | -------------------- | ------------------ |
| Première circonscription  | Marc Jacquet                                        |       | UNR                  | Albert Görge       |
| Deuxième circonscription  | Guy Chavanne                                        |       | App UNR              | Jean Pathus-Labour |
| Troisième circonscription | René Mocquiaux                                      |       | UNR                  | Pierre Humbert     |
| Quatrième circonscription | Alain Peyrefitte jusqu'au 16 mai 1962               |       | UNR                  | Michel Vincent     |
| Quatrième circonscription | Michel Vincent (suppléant) à compter du 16 mai 1962 |       | UNR                  |                    |
| Cinquième circonscription | Pierre Battesti                                     |       | UNR puis NI puis DVD | François Ouvré     |

## Quatrième République(1946-1958)

### Troisième législature(1956-1958)[5]
Scrutin de liste départemental.
| Nom                                     | Parti | Parti |
| --------------------------------------- | ----- | ----- |
| René Arbeltier à compter du 30 mai 1956 |       | SFIO  |
| Paul Barennes                           |       | IPAS  |
| Lucien Bégouin                          |       | RRRS  |
| Laurent Casanova                        |       | PCF   |
| André Gautier                           |       | PCF   |
| Robert Martin jusqu'au 30 mai 1956      |       | UFF   |

### Deuxième législature(1951-1955)[6]
Scrutin de liste départemental.
| Nom              | Parti | Parti |
| ---------------- | ----- | ----- |
| René Arbeltier   |       | SFIO  |
| Lucien Bégouin   |       | RRRS  |
| Laurent Casanova |       | PCF   |
| Marc Jacquet     |       | RPF   |
| André Gautier    |       | PCF   |

### Première législature(1946-1951)[7]
Scrutin de liste départemental.
| Nom               | Parti | Parti |
| ----------------- | ----- | ----- |
| Lucien Bégouin    |       | RRRS  |
| Laurent Casanova  |       | PCF   |
| Michel Clémenceau |       | PRL   |
| André Gautier     |       | PCF   |
| Henri Lespès      |       | MRP   |

## Troisième République

### IIeAssemblée nationale constituante(1946)
Scrutin de liste départemental.
| Nom               | Parti | Parti |
| ----------------- | ----- | ----- |
| René Arbeltier    |       | SFIO  |
| Laurent Casanova  |       | PCF   |
| Michel Clémenceau |       | PRL   |
| André Gautier     |       | PCF   |
| Henri Lespès      |       | MRP   |

### Ire Assemblée nationale constituante(1945-1946)
Les députés sont élus au scrutin de liste départemental.
| Député élu        |  | Parti |
| ----------------- |  | ----- |
| Laurent Casanova  |  | PCF   |
| André Gautier     |  | PCF   |
| Roger Veillard    |  | SFIO  |
| Henri Lespès      |  | MRP   |
| Michel Clemenceau |  | PRL   |

### XVIelégislature(1936-1940)
| Circonscription                  | Nom                |  | Groupe                                         |
| -------------------------------- | ------------------ |  | ---------------------------------------------- |
| Circonscription de Meaux (Ire)   | Emile Fouchard     |  | Communiste                                     |
| Circonscription de Meaux (IIe)   | François de Tessan |  | Républicain radical et radical-socialiste      |
| Circonscription de Provins       | Roger Benenson     |  | Communiste                                     |
| Circonscription de Coulommiers   | René Arbeltier     |  | Section française de l'Internationale ouvrière |
| Circonscription de Fontainebleau | Charles Baudry     |  | Non-inscrit                                    |
| Circonscription de Melun         | Arthur Chaussy     |  | Section française de l'Internationale ouvrière |

### XVelégislature(1932-1936)
| Circonscription                  | Nom                     |  | Groupe                                          |
| -------------------------------- | ----------------------- |  | ----------------------------------------------- |
| Circonscription de Meaux (Ire)   | Albert Nast             |  | Indépendants de gauche-Républicains de gauche   |
| Circonscription de Meaux (IIe)   | François de Tessan      |  | Républicain radical et radical-socialiste       |
| Circonscription de Provins       | Fernand Augé            |  | Républicain radical et radical-socialiste       |
| Circonscription de Coulommiers   | Pierre Mortier          |  | Républicain radical et radical-socialiste       |
| Circonscription de Fontainebleau | Jacques-Louis Dumesnil* |  | Républicain radical et radical-socialiste       |
| Circonscription de Fontainebleau | Charles Baudry          |  | Non-inscrit patronné par Jacques-Louis Dumesnil |
| Circonscription de Melun         | Arthur Chaussy          |  | Section française de l'Internationale ouvrière  |

(*) Élu sénateur le 13 janvier 1935, lors d'une élection partielle, il démissionne le 21 mars 1935.

### XIVelégislature(1928-1932)
Les élections législatives furent au scrutin d'arrondissement majoritaire à deux tours de 1928 à 1936.
| Circonscription                  | Nom                    |  | Groupe                                    |
| -------------------------------- | ---------------------- |  | ----------------------------------------- |
| Circonscription de Meaux (Ire)   | Philippe Delabarre*    |  | Républicain radical et radical-socialiste |
| Circonscription de Meaux (Ire)   | Albert Nast            |  | Indépendants de gauche                    |
| Circonscription de Meaux (IIe)   | François de Tessan     |  | RRRS                                      |
| Circonscription de Provins       | Fernand Augé           |  | Républicain radical et radical-socialiste |
| Circonscription de Coulommiers   | Ernest Dessaint        |  | Union républicaine et démocratique        |
| Circonscription de Fontainebleau | Jacques-Louis Dumesnil |  | Républicain radical et radical-socialiste |
| Circonscription de Melun         | Henry Cravoisier       |  | Union républicaine et démocratique        |

(*) démissionne le 30 juin 1931.
Source : Élections législatives 22-29 avril 1928 de Georges Lachapelle - https://gallica.bnf.fr/ark:/12148/bpt6k320439r.texteImage#

### XIIIelégislature(1924-1928)
Les élections législatives de 1924 furent organisées au scrutin proportionnel de liste. Elles marquèrent au niveau national national la victoire du "Cartel des gauches".
| Liste                           | N° | Nom                    |  | Groupe                                         | Autres mandats                                        |
| ------------------------------- | -- | ---------------------- |  | ---------------------------------------------- | ----------------------------------------------------- |
| Cartel des gauches              | 1  | Arthur Chaussy         |  | Section française de l'Internationale ouvrière | Conseiller général                                    |
| Cartel des gauches              | 2  | Jacques-Louis Dumesnil |  | Radical et radical-socialiste                  | Président du Conseil général                          |
| Cartel des gauches              | 3  | André Camille Chazal   |  | Radical et radical-socialiste                  | Conseiller général, maire de Saint-Ouen-sur-Morin     |
| Cartel des gauches              | 4  | Fernand Augé           |  | Radical et radical-socialiste                  | Maire de Provins                                      |
| Union républicaine démocratique | 1  | Jules Prevet           |  | Union républicaine et démocratique             | Président de la Chambre de commerce Meaux-Coulommiers |

Source : Barodet sur le site de l'Assemblée Nationale - https://bibnum.sciencespo.fr/s/catalogue/ark:/46513/sc16m1m0#?c=&m=&s=&cv=

### XIIelégislature (1919-1924)
Scrutin de liste départemental.
| Liste                                 | N° | Nom                    |  | Groupe                                         |
| ------------------------------------- | -- | ---------------------- |  | ---------------------------------------------- |
| Entente républicaine démocratique     | 1  | Albert Ouvré           |  | Entente républicaine démocratique              |
| Entente républicaine démocratique     | 2  | Félix Gaborit          |  | Entente républicaine démocratique              |
| Entente républicaine démocratique     | 3  | Jules Prevet           |  | Entente républicaine démocratique              |
| Union nationale d’action républicaine | 1  | Jules Lugol            |  | Parti radical et radical-socialiste            |
| Union nationale d’action républicaine | 2  | Jacques-Louis Dumesnil |  | Parti radical et radical-socialiste            |
| Socialiste                            | 1  | Arthur Chaussy         |  | Section française de l'Internationale ouvrière |

### XIelégislature (1914-1919)
| Circonscription                  | Nom                    |  | Groupe                                          |
| -------------------------------- | ---------------------- |  | ----------------------------------------------- |
| Circonscription de Meaux (Ire)   | Félix Gaborit          |  | Gauche radicale                                 |
| Circonscription de Meaux (IIe)   | Jules Lugol            |  | Gauche radicale                                 |
| Circonscription de Provins       | Eugène Derveloy        |  | Parti républicain radical et radical-socialiste |
| Circonscription de Coulommiers   | Louis Lorimy           |  | Parti républicain radical et radical-socialiste |
| Circonscription de Fontainebleau | Jacques-Louis Dumesnil |  | Parti républicain radical et radical-socialiste |
| Circonscription de Melun         | Eugène Delaroue        |  | Parti républicain radical et radical-socialiste |

### Xelégislature (1910-1914)
| Circonscription                  | Nom                            |  | Groupe                                         |
| -------------------------------- | ------------------------------ |  | ---------------------------------------------- |
| Circonscription de Meaux (Ire)   | Raphaël Perrissoud             |  | Républicains radicaux-socialistes              |
| Circonscription de Meaux (IIe)   | Joseph Lhoste                  |  | Section française de l'Internationale ouvrière |
| Circonscription de Provins       | Eugène Derveloy                |  | Républicains radicaux-socialistes              |
| Circonscription de Coulommiers   | Louis Lorimy                   |  | Républicains radicaux-socialistes              |
| Circonscription de Fontainebleau | Jacques-Louis Dumesnil         |  | Républicains radicaux-socialistes              |
| Circonscription de Melun         | Edmond Forgemol de Bostquenard |  | Union républicaine                             |

### IXelégislature (1906-1910)
| Circonscription                  | Nom                      |  | Groupe                     |
| -------------------------------- | ------------------------ |  | -------------------------- |
| Circonscription de Meaux (Ire)   | Gaston Menier*           |  | Gauche radicale            |
| Circonscription de Meaux (Ire)   | Raphaël Perrissoud       |  | Gauche radicale-socialiste |
| Circonscription de Meaux (IIe)   | Émile Chauvin**          |  | Gauche radicale-socialiste |
| Circonscription de Provins       | Eugène Derveloy          |  | Gauche radicale-socialiste |
| Circonscription de Coulommiers   | Ernest Delbet***         |  | Gauche radicale            |
| Circonscription de Coulommiers   | Louis Lorimy             |  | Gauche radicale-socialiste |
| Circonscription de Fontainebleau | Fernand Labori           |  | Gauche radicale            |
| Circonscription de Melun         | Marc-François Balandreau |  | Gauche radicale            |

(*) élu sénateur le 3 janvier 1909.

(**) démissionne le 21 décembre 1909, non remplacé.

(***)  décédé le 9 décembre 1908.
Sources : Journal Le Temps du 6 et du 22 mai 1906 sur Gallica - ,.

### VIIIelégislature (1902-1906)
| Circonscription                  | Nom                      |  | Groupe                     |
| -------------------------------- | ------------------------ |  | -------------------------- |
| Circonscription de Meaux (Ire)   | Gaston Menier            |  | Gauche radicale            |
| Circonscription de Meaux (IIe)   | Émile Chauvin            |  | Gauche radicale-socialiste |
| Circonscription de Provins       | Eugène Derveloy          |  | Gauche radicale-socialiste |
| Circonscription de Coulommiers   | Ernest Delbet            |  | Gauche radicale-socialiste |
| Circonscription de Fontainebleau | Louis Girod              |  | Gauche radicale            |
| Circonscription de Melun         | Marc-François Balandreau |  | Gauche radicale-socialiste |

Source : journal Le Temps du 29 avril et du 13 mai 1902 sur Gallica,.

### VIIelégislature (1898-1902)
| Circonscription                  | Nom                      |  | Groupe                     |
| -------------------------------- | ------------------------ |  | -------------------------- |
| Circonscription de Meaux (Ire)   | Gaston Menier            |  | Gauche radicale            |
| Circonscription de Meaux (IIe)   | Émile Chauvin            |  | Radical-socialiste         |
| Circonscription de Melun         | Marc-François Balandreau |  | Radical-socialiste         |
| Circonscription de Fontainebleau | André Ouvré              |  | Républicains progressistes |
| Circonscription de Provins       | Bernard Montaut*         |  | Gauche radicale            |
| Circonscription de Provins       | Eugène Derveloy          |  | Radical-socialiste         |
| Circonscription de Coulommiers   | Ernest Delbet            |  | Gauche radicale            |

(*) Meurt le 12 février 1899.
Source : journal Le Temps du 10 mai et du 24 mai 1898 sur Gallica,.

### VIelégislature (1893-1898)
| Circonscription                  | Nom                      |  | Groupe                     |
| -------------------------------- | ------------------------ |  | -------------------------- |
| Circonscription de Meaux (Ire)   | Eugène Derveloy          |  | Radical-socialiste         |
| Circonscription de Melun         | Marc-François Balandreau |  | Radical-socialiste         |
| Circonscription de Fontainebleau | André Ouvré              |  | Républicains progressistes |
| Circonscription de Provins       | Bernard Montaut          |  | Gauche radicale            |
| Circonscription de Coulommiers   | Ernest Delbet            |  | Gauche radicale            |

Source : journal Le Temps du 22 août et du 5 septembre 1893 sur Gallica,.

### Velégislature (1889-1893)
| Circonscription                  | Nom                |  | Groupe                     |
| -------------------------------- | ------------------ |  | -------------------------- |
| Circonscription de Meaux         | Charles Prévet     |  | Gauche radicale            |
| Circonscription de Melun         | Henry Greffulhe    |  | Républicains progressistes |
| Circonscription de Fontainebleau | André Ouvré        |  | Républicains progressistes |
| Circonscription de Provins       | Bernard Montaut    |  | Gauche radicale            |
| Circonscription de Coulommiers   | Casimir Gastellier |  | Gauche radicale            |

Source : journal Le Temps du 24 septembre et du 8 octobre 1889 sur Gallica,.

### IVelégislature (1885-1889)
| Liste        | N° | Nom                      |  | Groupe          |
| ------------ | -- | ------------------------ |  | --------------- |
| Républicaine | 1  | Charles Prévet           |  | Gauche radicale |
| Républicaine | 2  | Charles Auguste Lefebvre |  | Gauche radicale |
| Républicaine | 3  | Casimir Gastellier       |  | Gauche radicale |
| Républicaine | 4  | Bernard Montaut          |  | Gauche radicale |
| Républicaine | 5  | Frédéric Humbert         |  | Gauche radicale |

### IIIelégislature (1881-1885)
| Circonscription                  | Nom                        | Parti | Parti       | Groupe              |
| -------------------------------- | -------------------------- | ----- | ----------- | ------------------- |
| Circonscription de Meaux         | Jean Dethomas              |       | Républicain | Gauche républicaine |
| Circonscription de Melun         | Horace de Choiseul-Praslin |       | Républicain | Gauche républicaine |
| Circonscription de Fontainebleau | Charles Auguste Lefebvre   |       | Républicain | Gauche radicale     |
| Circonscription de Provins       | Louis Sallard*             |       | Républicain | Union républicaine  |
| Circonscription de Provins       | Charles Lenient            |       | Républicain | Gauche républicaine |
| Circonscription de Coulommiers   | Victor Plessier            |       | Républicain | Gauche républicaine |

(*) Meurt le 26 décembre 1881.

### IIelégislature (1877-1881)
| Circonscription                  | Nom                        | Parti | Parti       | Groupe              |
| -------------------------------- | -------------------------- | ----- | ----------- | ------------------- |
| Circonscription de Meaux         | Émile-Justin Menier*       |       | Républicain | Extrême gauche      |
| Circonscription de Meaux         | Jean Dethomas              |       | Républicain | Union républicaine  |
| Circonscription de Melun         | Horace de Choiseul-Praslin |       | Républicain | Gauche républicaine |
| Circonscription de Fontainebleau | Paul Jozon                 |       | Républicain | Gauche républicaine |
| Circonscription de Provins       | Louis Sallard              |       | Républicain | Union républicaine  |
| Circonscription de Coulommiers   | Victor Plessier            |       | Républicain | Gauche républicaine |

(*) Meurt le 17 février 1881.

### Irelégislature (1876-1877)
- Tristan Lambert
- Horace de Choiseul-Praslin
- Louis Sallard
- Émile-Justin Menier
- Victor Plessier

### Assemblée nationale (1871-1876)
- Paul-Gabriel d'Haussonville
- Louis-Philippe-Charles de Ségur
- Horace de Choiseul-Praslin
- Paul Jozon
- Félix Voisin
- François d'Orléans (1818-1900)
- Oscar du Motier de La Fayette
- Jules de Lasteyrie

## Second Empire

### IVelégislature(1869-1870)
- Horace de Choiseul-Praslin
- Jean-Baptiste Josseau
- Paul de Jouvencel

### IIIelégislature(1863-1869)
- François Montigny de Jaucourt
- Auguste Edmond Petit de Beauverger
- Jean-Baptiste Josseau

### IIelégislature(1857-1863)
- Auguste Edmond Petit de Beauverger
- Jean-Baptiste Josseau
- Eugène Gareau

### Irelégislature(1852-1857)
- Auguste Edmond Petit de Beauverger
- Eugène Gareau
- Évariste Bavoux

## IIeRépublique
Élections au suffrage universel masculin à partir de 1848

### Assemblée nationale législative (1849-1851)
- Firmin Aubergé décédé en 1851, remplacé par Alexandre Pepin-Lehalleur
- Oscar du Motier de La Fayette
- Jérôme Gilland
- Jules de Lasteyrie
- Évariste Bavoux
- Édouard Drouyn de Lhuys
- Louis Martin Lebeuf

### Assemblée nationale constituante (1848-1849)
- Oscar du Motier de La Fayette
- Jules de Lasteyrie
- Évariste Bavoux
- Édouard Drouyn de Lhuys
- Auguste Portalis
- Jules Bastide
- Firmin Aubergé
- Pierre Chappon
- Georges Washington de La Fayette

## Chambre des députés (Monarchie de Juillet)

### VIIeLégislature(17/08/1846-24/02/1848)
- Oscar du Motier de La Fayette
- Joseph d’Haussonville
- Édouard Drouyn de Lhuys
- Georges Washington de La Fayette
- Paul-Charles-Louis-Philippe de Ségur

### VIeLégislature(1842-1846)
- Joseph d’Haussonville
- Édouard Drouyn de Lhuys
- Auguste Stanislas Lebobe
- Georges Washington de La Fayette
- Paul-Charles-Louis-Philippe de Ségur

### VeLégislature(1839-1842)
- Charles de Choiseul-Praslin (1805-1847)
- Auguste Portalis
- Étienne Auguste Gervais
- Louis Martin Lebeuf
- Georges Washington de La Fayette

### IVeLégislature(1837-1839)
- Auguste Portalis
- Étienne Auguste Gervais
- Louis Martin Lebeuf
- Henri Antoine Auguste Selves
- Georges Washington de La Fayette

### IIIeLégislature(1834-1837)
- Victor Harrouard de Richemont
- Antoine Louis Boissière
- Eugène d'Harcourt
- Georges Washington de La Fayette
- Antoine Jean Auguste Durosnel

### IIeLégislature(1831-1834)
- Eugène d'Harcourt
- Georges Washington de La Fayette
- Antoine Jean Auguste Durosnel
- Gilbert du Motier de La Fayette

### IreLégislature(1830-1831)
- Eugène d'Harcourt
- Georges Washington de La Fayette
- Antoine Jean Auguste Durosnel
- Claude Bailliot
- Gilbert du Motier de La Fayette
- Pierre-Étienne Despatys de Courteille

## Chambre des députés des départements (2eRestauration)

### Velégislature(23 juin 1830-28 juillet 1830)
- Eugène d'Harcourt
- Georges Washington de La Fayette
- Claude Bailliot
- Gilbert du Motier de La Fayette
- Pierre-Étienne Despatys de Courteille

### IVelégislature(1828-1830)
- Eugène d'Harcourt
- Georges Washington de La Fayette
- Claude Bailliot
- Gilbert du Motier de La Fayette
- Pierre-Étienne Despatys de Courteille

### IIIelégislature(1824-1827)
- Antoine Louis de La Tour du Pin de La Charce
- Claude Emmanuel d'Harcourt
- Barthélémy-Louis-Charles Rolland de Chambaudoin d'Erceville
- Michel Huerne de Pommeuse
- François de Pinteville de Cernon

### IIelégislature(1816-1823)
- Claude Emmanuel d'Harcourt
- Pierre de Saint-Cricq
- Barthélémy-Louis-Charles Rolland de Chambaudoin d'Erceville
- Michel Huerne de Pommeuse
- François de Pinteville de Cernon
- Gilbert du Motier de La Fayette
- Antoine-Jean-François Ménager
- Pierre-Étienne Despatys de Courteille

### Irelégislature(1815–1816)
- Pierre de Saint-Cricq
- Michel Huerne de Pommeuse
- Jacques de Clermont-Mont-Saint-Jean

## Chambre des représentants (Cent-Jours)
- Anne-Charles Lebrun
- Simon-Nicolas Guyardin
- Gilbert du Motier de La Fayette
- Jacques Germain Simon
- Louis Michel Hattingais
- Claude François Lefeuvre
- Louis François Gouest

## Chambre des députés des départements (1reRestauration)
- Étienne de Falaiseau
- Claude François Lefeuvre
- Mathurin Sédillez

## Corps législatif(1800-1814)
- Denis Nicolas Chaillot
- Maurice André Gaillard
- Étienne de Falaiseau
- Jacques Germain Simon
- Claude François Lefeuvre
- Mathurin Sédillez
- Jean-Claude Defrance

## Conseil des Cinq-Cents(1795-1799)
- Denis Nicolas Chaillot
- Louis-Toussaint-Cécile Bernier
- Edme Louis Barthélemy Bailly de Juilly
- Louis Étienne Bidault
- Jean-Louis Godart
- Claude Bernard des Sablons
- Vincent-Marie Viénot de Vaublanc
- Jacques Germain Simon
- Jean Rataud
- Louis Michel Hattingais
- Jean-Claude Defrance

## Convention nationale(1792-1795)
11 députés et 11 suppléants

### Députés
1. François-Pierre-Ange Mauduyt, homme de loi.
2. Edme Louis Barthélemy Bailly de Juilly, ex-oratorien.
3. Armand-Constant Tellier, ancien avocat au bailliage du Mans, ancien Constituant. Se brûle la cervelle à Chartres le 1er jour complémentaire an III (17 septembre 1795).
4. Michel-Martial Cordier, juge de paix à Coulommiers.
5. Jean-Nicolas Viquy, maire de Bray-sur-Seine.
6. Marie-Joseph Geoffroy le jeune officier municipal à Fontainebleau.
7. Claude Bernard des Sablons, officier municipal à Moret.
8. Louis-Alexandre Himbert de Flégny, maire de la Ferté-sous-Jouarre.
9. Christophe Opoix, apothicaire, officier municipal à Provins.
10. Jean-Claude Defrance, médecin à Rozoy-sur-Brie.
11. Louis-Toussaint-Cécile Bernier, homme de loi à Meaux.

### Suppléants
1. Étienne-Louis Bezout, administrateur du district de Nemours. Est appelé à siéger en vertu de la loi du 7 ventôse an III (25 février 1795) et du tirage au sort destiné à compléter la Convention, opéré le 5 floréal (24 avril).
2. Petithomme (Jean-Baptiste), administrateur du département. N'a pas siégé.
3. Guyardin (Simon-Nicolas), ex-grand vicaire épiscopal, administrateur du département. N'a pas siégé.
4. Vacheron (Jacques-Théodore), administrateur du département. N'a pas siégé.
5. Galand (Pierre-Sébastien), administrateur du district de Meaux. N'a pas siégé.
6. Laborde, administrateur du département. N'a pas siégé.
7. Marest (Étienne), ex-vicaire épiscopal. N'a pas siégé.
8. Le Preux-Poincy (Louis-François), marchand à La Ferté-sur-Marne, administrateur du district de Meaux. N'a pas siégé.
9. Pichonnier (Romain). N'a pas siégé.
10. Frager (Claude), cultivateur à Ebly. N'a pas siégé.
11. Chapelle (Jean-André), administrateur du directoire du département. N'a pas siégé.

Les électeurs de Seine-et-Marne nommèrent 11 suppléants au lieu de cinq. Un seul fut appelé à siéger.

## Assemblée législative (1791-1792)
11 députés et 5 suppléants

### Députés
1. André Théodore Hébert, cultivateur à Précy, membre du directoire du département.
2. Mathurin Sédillez, homme de loi, membre du diretoire du district de Nemours.
3. René Marie Dubuisson, membre du directoire du district de Provins.
4. Nicolas-Michel Quatresoltz de Marolles, chevalier de Saint-Louis, à Marolles, président de l'administration du district de Rozoy-au-Brie.
5. François de Jaucourt, « chevalier de Saint-Louis[18] », colonel du 2e régiment de dragons, vice-président du directoire du département. Démissionnaire le 31 juillet 1792. Est remplacé par Ségrétier, le 2 novembre 1792.
6. Louis Charles Ambroise Regnard-Claudin, négociant et maire de La Ferté-sous-Jouarre.
7. Jean-Baptiste-Moïse Jollivet, propriétaire et cultivateur, membre du directoire du département.
8. Vincent-Marie Viénot de Vaublanc, propriétaire et cultivateur à Dammarie-les-Lys, président de l'administration du département.
9. Jean-Baptiste Naret, juge de paix de la ville de Provins.
10. Jean Rataud, maire de Montereau-Faut-Yonne.
11. Charlemagne Béjot, cultivateur à Messy, membre du directoire du département.

### Suppléants
1. Jacques Claude Florimond Ségretier, propriétaire à Boissise-le-Bertrand, district de Melun. Remplace Jaucourt. Ses pouvoirs ne sont validés que le 2 novembre 1792.
2. Étienne-Simon Thomé, lieutenant de la gendarmerie nationale à Coulommiers.
3. Jean-Baptiste Laval, cultivateur à Courlaçon, canton de Villiers-Saint-Georges.
4. Picart (Noël François), de Lizy, notaire et membre du directoire du district de Meaux.
5. Edme Louis Barthélemy Bailly de Juilly, oratorien à Juilly.